# Einfarbgirlitz
Der Einfarbgirlitz (Crithagra concolor), auch als Einfarbgimpel, Einfarbweber oder Thomas-Dickschnabel-Weber bezeichnet, ist ein extrem seltener Vogel aus der Gattung Crithagra innerhalb der Familie der Finken. Früher stand er in der monotypischen Gattung Neospiza. Aufgrund einer genetischen Studie aus dem Jahr 2012, die eine nahe verwandtschaftliche Beziehung zu den Kanarienvögeln darlegt, wurde er in die Gattung Crithagra gestellt. Er ist endemisch auf der Insel São Tomé im  Golf von Guinea im Atlantik und hat ein sehr kleines Verbreitungsgebiet, das 16 km² umfasst. Entdeckt wurde er 1888 vom portugiesischen Naturforscher Francisco Newton vom Museum in Lissabon, der über zehn Jahre die Flora und Fauna am Golf von Guinea studierte.

## Beschreibung
Dieser 18 Zentimeter lange, untersetzte Vogel hat einen massiven Schnabel, der eine gräuliche, gelbbraune Tönung aufweist. Ober- und Unterkörper sind gleichmäßig rötlich braun gefärbt. Kopf, Flügel und Schwanz haben eine etwas dunklere Färbung.

## Lebensraum und Lebensweise
Über seine Lebensweise ist kaum etwas bekannt. Er ist ein Tieflandbewohner und kommt im Primärwald mit einem geschlossenen Walddach vor. Beobachtungen sind sehr schwierig, weil er sich meist still und versteckt im dichten Laub der Baumkronen aufhält.

## Gefährdung

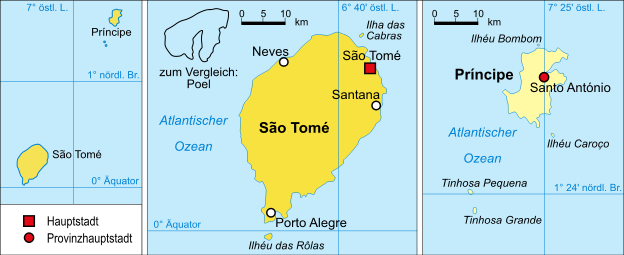
São Tomé – Die einzige Heimat des Einfarbgirlitz

Der Einfarbgirlitz galt um 1900 als ausgestorben und war lange Zeit nur durch drei Exemplare bekannt. Ein Museumsexemplar befindet sich im Natural History Museum in London und die anderen beiden sind 1978 bei einem Museumsbrand in Lissabon vernichtet worden.
Erst 1991 wurde er in einem Waldfragment am Fluss Xufexufe im Südwesten der Insel wiederentdeckt. 1997 wurden zum ersten Mal erwachsene Vögel und ein Jungvogel beobachtet und 2001 wurde er zum ersten Mal fotografiert. Sein Rückgang begann, als die Portugiesen Kakao- und Kaffeeplantagen auf der Insel errichteten. Weite Waldgebiete bis in eine Höhe von 1500 Meter über dem Meeresspiegel mussten den Plantagen weichen. Heute könnten die Privatisierung des Landes und die damit verbundene Errichtung von kleinen Farmen, der Straßenbau sowie eingeschleppte Tierarten, wie die Hausratte, die Monameerkatze, die Afrikanische Zibetkatze  und das Mauswiesel zu einem erneuten Verschwinden dieser Vogelart führen, von der es heute weniger als 50 Exemplare gibt.